# Tony Labrusca
Anthony Angel Jones Labrusca, Jr.  (Houston, 7 de agosto de 1995), mais conhecido como Tony Labrusca, é um modelo, ator e artista musical filipino-americano que vive nas Filipinas. Labrusca ganhou popularidade pela primeira vez por meio de um anúncio de TV da McDonald's Filipinas em 2016, Tuloy Pa Rin.
Em 2016, ele se juntou ao Pinoy Boyband Superstar, um reality show caça-talentos filipino, mas não foi selecionado para fazer parte da banda. Ele fez parte da série dramática de terror e fantasia La Luna Sangre.    O trailer do seu filme Glorious obteve mais de cinco milhões de visualizações no seu dia de lançamento. 
Em 2020, Labrusca estrelou ao lado de JC Alcantara a websérie de sucesso Hello Stranger.

## Vida pessoal
Labrusca é filho do ator filipino Boom Labrusca e da cantora filipina Angel Jones. Ele nasceu em Houston, Texas, Estados Unidos e cresceu em Los Angeles, Califórnia com a sua mãe, com o seu padrasto (Boom Dayupay) e a irmã. Quando ele tinha 9 anos, a sua família mudou-se para Vancouver, Canadá. Ele então voou para as Filipinas para prosseguir a sua carreira no show business.

## Carreira
Antes de Labrusca fazer o casting para o Pinoy Boyband Superstar, ele já era o rosto de vários comerciais de TV. Tornou-se mais popular quando interpretou o rapaz que partiu o coração de uma menina (Elisse Joson) no anúncio de TV viral da McDonald's Tuloy Pa Rin, em 2016.
Durante a sua audição para o Pinoy Boyband Superstar, reuniu-se inesperadamente com o seu pai biológico, o modelo e ator Boom Labrusca. Tornou-se num um dos principais candidatos e subiu ao Top 7 nas grandes finais, mas não chegou ao Top 5 como membro final da BoybandPH. 
Teve a sua estreia como ator em 2017, através do Wattpad Presents com Louise delos Reyes  Mais tarde, juntou-se a La Luna Sangre, considerado o seu primeiro grande papel, interpretando Jake Arguelles. A sua personagem estava pensada para se tornar uma terceira pessoa no triângulo amoroso entre ele, Kathryn Bernardo e Daniel Padilla.

## Polêmica de cidadania
A 3 de janeiro de 2019, Tony pousou no Aeroporto Internacional Ninoy Aquino e só foi dado 30 dias para permanecer no país pelos funcionários da imigração filipina, devido à sua incapacidade de apresentar prova de cidadania filipina e de não estar acompanhado de pais filipinos. Houve um confronto com o supervisor de imigração e ele insistiu em prorrogar a sua estadia devido ao seu estatuto de ator. Ele então comentou no Twitter que tinha apenas 30 dias para ficar nas Filipinas.   

## Filmografia

### Televisão
| Ano             | Título                                                                 | Função                                         | Canal                                       |
| --------------- | ---------------------------------------------------------------------- | ---------------------------------------------- | ------------------------------------------- |
| 2016 – presente | ASAP                                                                   | Ele mesmo / intérprete                         | ABS-CBN                                     |
| 2016–2017       | Pinoy Boyband Superstar                                                | Ele mesmo                                      | ABS-CBN                                     |
| 2017            | Wattpad Presents: I'm Making Out with the Playboy at School            | Damon Lawrence                                 | TV5                                         |
| 2017–2018       | La Luna Sangre                                                         | Jake Arguelles                                 | ABS-CBN                                     |
| 2019            | Sino e May Sala?                                                       | Andrei Joseph "Drei" Montelibano               | ABS-CBN                                     |
| 2019            | Ipaglaban Mo: Saltik                                                   | Jerome                                         | ABS-CBN                                     |
| 2019            | Ang Babae sa Septic Tank 3: The Real Untold Story of Josephine Bracken | José Rizal                                     | iWant TFC                                   |
| 2020            | 24/7                                                                   | Xavier Agbayani                                | ABS-CBN                                     |
| 2020            | I Am U                                                                 | Kyle                                           | iWant TFC                                   |
| 2020            | Hello Stranger                                                         | Xavier                                         | Black Sheep (páginas do Facebook e Youtube) |
| 2020            | Bagong Umaga                                                           | Raphael "Ely" Florentino / Raphael "Ely" Ponce | Canal Kapamilya                             |

### Filmes
| Ano  | Título                         | Função                 | Produção                         |
| ---- | ------------------------------ | ---------------------- | -------------------------------- |
| 2021 | Hello, Stranger: The Movie     | Xavier                 | Black Sheep                      |
| 2020 | Love Lockdown                  | Darren                 | Dreamscape Entertainment         |
| 2020 | Hindi Tayo Pwede               | Gabriel F. Del Rosario | Viva Filmes                      |
| 2019 | The Mall, The Merrier          | Gardo                  | Star Cinema, Viva Films          |
| 2019 | Ang Henerasyong Sumuko Sa Love | Kurt Adam Agapito      | Entretenimento Regal             |
| 2018 | Glorioso                       | Niko                   | Dreamscape Digital Entertainment |
| 2018 | ML                             | Carlo                  | Cinemalaya                       |
| 2018 | Double Twisting Double Back    |                        | Cinema One Originals             |
| 2017 | Loving in Tandem               | Vince                  | Star Cinema                      |